# Cirque du Soleil
Cirque du Soleil (fransk for »solens cirkus«) er et canadisk underholdningsimperium med base i Montreal, Quebec. Det blev dannet i 1984 af to tidligere gadeartister; Guy Laliberté og Daniel Gauthier. Cirque du Soleils forestillinger henregnes til genren nycirkus og består af cirkusnumre som flettes sammen til en handling bestående af musik, kulisser og kostumer i hver forestilling.
Siden 1990'erne er virksomheden vokset kraftigt fra i begyndelsen at have 73 ansatte til nu at have rundet 3.500 ansatte fra mere end 40 lande. Det vurderes at de årlige indtægter har passeret 600 millioner US dollars.
Cirque du Soleil, der både har udgivet DVD-er og soundtrack-CD-er, har flere gange besøgt Danmark.